# Andrea da Grosseto

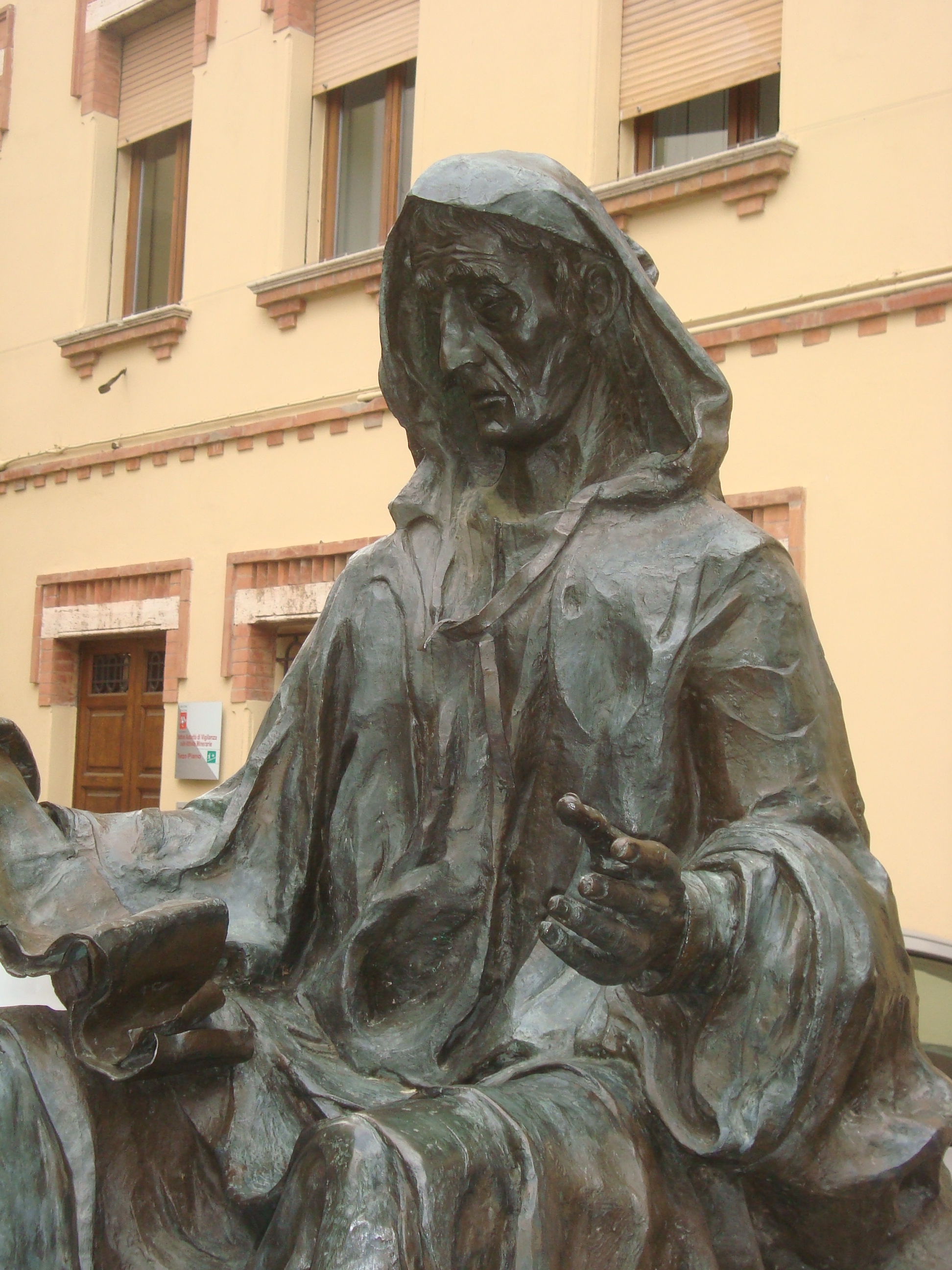
Standbeeld van Andrea da Grosseto

Andrea da Grosseto (13e eeuw) was een Toscaans schrijver en vertaler.
Andrea werd geboren in de eerste helft van 13e eeuw in Grosseto. Hij verhuisde naar Parijs, waar hij de kunst van de poëzieleerde. In 1268 vertaalde hij drie Morele Verhandelingen van Albertano da Brescia van het Latijn naar het Italiaans. Andrea wordt door sommigen beschouwd als de eerste schrijver in het Italiaans.
Gedurende de 20e eeuw was Andrea da Grosseto onderwerp van vele onderzoeken waarin hij abusievelijk werd aangezien voor Beato Andrea. In 2009 toonde onderzoek aan dat Andrea een religieuze of een leek was.

## Werken
- Della consolazione e dei consigli (Liber Consolationis et Consilii).
- Dottrina del tacere e del parlare (Liber Doctrina Dicendi et Tacendi).
- Dell'amore e della dilezione di Dio e del prossimo e delle altre cose (Liber de Amore et Dilectione Dei et Proximi et Aliarum Rerum et de Forma Vitae), onvolledig.